# Иван Тосев
Иван Пенчев Тосев известен като Горан е български революционер, деец на партия Български земеделски народен съюз и на БЗНС-Н.П. в резултат на разцепването ѝ. След Деветосептемврийския преврат, той посвещава живота си в борба против комунистическата власт в България и става организатор на въоръжени чети в Панагюрската околия, като тези дейци и по-късно др. като тях са се наричали горяни (Горянско движение), за да бъдат различавани от „шумкарите“-комунисти.

## Биография
Иван Пенчев Тосев е роден на 15.09.1913 г. в с. Дюлево, Панагюрище от Пенчо Николов Тосев и Мария Господинова, която е преселник от Одринско, след Освобождението.
Пенчо Николов Тосев е деятел на БЗНС, а първият му братовчед Атанас Стойчев Тосев е народен представител от БЗНС в I Правителство на Александър Стамболийски.
Иван Тосев се жени за Ненка Стоянова през 1935 г. и имат двама сина – Пенчо Иванов Тосев (1936 – 2019) и Ангел Иванов Тосев (1940 – 2018).
През 1928 – 1934 г. Иван Тосев е бил председател на младежката земеделска дружба в родното си село. Редовната си военна служба отбива във Втори армейски артилерийски полк – гр. Хасково през 1934 – 1935 г. Уволнен е с чин старши подофицер.
На 1 януари 1937 г. е назначен за младши полицейски стражар в Пловдивското полицейско комендантство, а от 1 декември 1937 г. е преназначен със същото звание в Пловдивското полицейско управление.

### Втората Световна Война
Като полицай е работил още в Околийското полицейско управление – гр. Неврокоп от 29.12.1943 г. до 17 март 1944 г.., когато е преместен в бойния полицейски отряд в с.Борово.

## Деветосептемврийския преврат
Превратът от 9 септември 1944 г. заварва Иван като старши полицай, завеждащ 9-ти Боровски полицейски участък.
След като България, обръща фронта срещу Третия Райх, Иван Тосев е мобилизиран и изпратен в Сърбия, където участва в Първа фаза от участието на България срещу Третия Райх. 
Уволнен е от МВР със зап. Номер: 687/20.10.1944г.
От м. януари 1945 г. става член на Български земеделски народен съюз в III Пловдивски район, а при разцеплението преминава в БЗНС-Н.П..
По време на изборите за ВНС е бил застъпник на БЗНС-Н.П. в кв.‘Борислав‘ – гр.Пловдив. За агитационна дейност е уволнен от фабрика ‚Шавкулов‘ през м. ноември 1946 г.

### Преминаване в нелегалност
На 29 юли 1947 г. за агитационна дейност в полза на БЗНС-Н.П. е обявен с бюлетина номер: 11/01.08.1948г. за общодържавно издирване.

### Първа Средногорска Зелена Гвардия "Никола Петков"
След минаването си в нелегалност Иван Тосев се свързва с избягалите на 22 юли 1947 г. от затвора и преминали в нелегалност Рангел Костадинов Дребчев и Стоян Михайлов Дребчев от с. Г.Конаре, Пловдивско. Тримата решават да изградят нелегална организация, която да събира храни и оръжие и да организира въоръжени групи в балкана, които при избухване на война между СССР и западните сили да предизвикват бунтове и с помощта на емигрантски ‚корпус‘ от Турция и Гърция да свалят властта. За целта всеки от тях става околийски организатор, като Иван Тосев отговарял за Панагюрска околия. За кратко време създават връзки и групи в селата: Старосел, Любен, Дюлево, Овчеполци, Блатница, Цар Асен, Г.Конаре, Найден Герово, Юнаците, гр. Пазарджик и др., с което оформя нелегална организация „Първа средногорска зелена гвардия – Никола Петков“  с командир Иван Тосев , сформира се и въоръжена група в Староселския балкан. За по-голяма конспиративност си избират и нелегални имена: Иван Тосев – „Горан“, Рангел Дребчев – „Ботю“, Стоян Дребчев – „Заро“.
В резултат на агентурно-оперативната дейност на органите на ДС през м. юни 1948 г. нелегалната организация е разкрита и членовете ѝ са задържани и предадени на съд, а Староселската въоръжена група, състояща се от десетина души е разгромена, като пет души са ликвидирани, а останалите са заловени и осъдени.
След разгрома на въоръжената група Иван Тосев известно време се движи по селата, а после се укрива в околностите на родното си село. През м. август 1948 г. си приготвя землянка в местността „Усойната“, Дюлевско землище и установява редовна връзка с близките си в с. Дюлево.
В средата на м. ноември 1948 г. група селяни от с. Овчеполци отиват в същата местност да секат дърва. Един от тях – Стоян Атанасов Ботев (информатор “Христо“ на ДС-Панагюрище), отивайки да търси вода, случайно открива Иван Тосев, който също му се представя за дървар от с.Дюлево. В проведения между двамата разговор Стоян Ботев разбира, че лицето пред него е настроено против властта и се представя също за недоволен. В резултат на породило се доверие към Ботев, Иван Тосев му се разкрива, че той е търсеният „под дърво и камък Горан“.
Двамата правят още две срещи, на които Ботев снабдява Иван Тосев с храна. На 27 октомври 1948 г. Стоян Ботев уведомява органите на ДС-Пазарджик за Иван Тосев и че има среща с него на 31 октомври 1948 г. на обед. Разработен е подробен план за залавянето или ликвидирането на Тосев.

### Залавяне и ликвидиране
В определения ден Стоян Ботев се среща с Тосев, който го отвежда в землянката си. Докато те разговарят вътре, землянката е оградена от милиция.
По това време при землянката идва роднина на Тосев, за да го предупреди, че в околностите има милиция. Шумът от приближаването му възбужда съмнение у Тосев, че Ботев го е предал. Когато Тосев подава главата си навън от землянката, за да види на какво се дължи шума, Ботев, страхувайки се, че може да забележи обсадата и да го убие, стреля в Тосев с пистолет, даден му от милицията и с осем изстрела го убива.
Общодържавното издирване на Иван Тосев е отменено на 4 ноември 1948 г.

## Спомени и разкази
Един от роднините, който редовно го посещава, е неговият племенник Петър Николов Тосев, който отива да го посети в деня на залавянето. Той разказва следното за своя чичо:
```
   
Девети септември 1944-та година сварва чичо ми Иван Тосев като старши полицай, завеждащ 9-ти Боровски полицейски участък. Като полицейски служител той помагал на комунисти и земеделци, попаднали в полицията да избегнат възмездието от страна на властите. Това негово поведение му дава възможност да оцелее след 9-ти септември 44-та... Започнаха убийства на неудобните за комунистите хора. 

   
В село 
Дюлево
 бяха убити шест души: Генчо Илиев Лалов, Димитър Сертов – общественик, зетят му Димитър Василев – полицай от Панагюрската полиция, Ботьо Минчев Ботев – учител, председател на дружество „Юнак“, Стойчо Димитров Тосев – братовчед на моя баща. Само за един от тях – Христо Стоянов Гургутов недоказано се твърди, че след 1923 година убил нелегален комунист, а останалите и до ден днешен са убити без никаква вина.
```

```
   
През 1945 и 1946 година парламентарните избори се проведоха в присъствие на съветски войски. Чичо ми Иван, верен на земеделската идея, стана секретар в околийската земеделска дружба. По време на изборите бе застъпник на изборното бюро в квартал „Борислав“ в Пловдив, където не позволява на комунистите да подменят бюлетините, пуснати от опозицията с червени, както бе направено в много бюра в страната.

   
Оттук започва трагедията за него и семейството му. Чупят прозорците на жилището му, къртят вратата на къщата. Клеветят го, че уж води агитационна дейност сред гражданите в квартала и на други места из града, поради което го залавят в районното управление, дето го инквизират. Пускат го в полунощ и го проследяват до дома му. Този тормоз продължава до инсценирането на процес срещу него и група земеделци, между които е и Атанас Арабаджиев, учител в 
Стряма
, осъдени са на различни срокове затвор. Чичо – на шест месеца, като през цялото време го принуждават да подпише декларация, че се отказва да бъде последовател на 
Никола Петков
, но той не скланя. След като го пускат от затвора, продължават привикванията в 
ДС
.
```

```
   
През декември 1947 година минава в нелегалност. Свързва се с други нелегални от 
Голямо Конаре
 и образува ядро от земеделци, което прераства в чета от четиридесет и няколко души, наречена Първа средногорска зелена гвардия „Никола Петков“. Чичо ми Иван, като по-опитен организатор и стратег, става неин командир с нелегалното име Горан. През лятото на 1948 г. четата се подвизава в Средногорието между 
Панагюрище
, 
Копривщица
, 
Стрелча
, 
Карлово
, 
Пазарджик
 и селата на северозапад от 
Пловдив
. Мълвата, че из Средногорието шестват нелегални респектира комунистите. Те не могат да създадат 
ТКЗС
-та от съветски тип.

   
Това вбесява властниците и те мобилизират 
милицията
 и
 комунистите
 по селата в доброволни отряди да следят движението на отряда. Някои съмнителни къщи бяха наблюдавани денонощно. По кръстопътища и друмища, както и около селата се поставяха секретни постове. Добрали се макар и до малки сведения за ятаци, същите бяха инквизирани и пращани по 
концлагери
, други убивани, а близките им – малтретирани. Мнозина от тях бяха от селата 
Овчеполци
, 
Драгомир
, 
Кръстевич
, 
Найден Герово
, 
Смилец
, 
Дъбене
, 
Старо Железаре
, 
Неделино
, Любен, 
Церетелево
, 
Беловица
, 
Паничери
 и другаде.

    
Лично 
министъра на вътрешните
 работи 
Антон Югов
 беше дал нареждане този негов пловдивски съкварталец-селянин, както Юго наричаше чичо ми, да бъде заловен жив и заведен при него. Но не ставаше така, както искаше министърът. При честите засади „Горан“ се измъкваше невредим.
```

```
    
Една нощ Горан се укрива в къща в Старосел. Властта е уведомена, а къщата е заобиколена от милицията. Отвън се дава нареждане Горан да се предаде. Чакат го да излезе през вратата и там се насочва основното ядро от засадата, зад къщата са единични постове. Докато повтарят командата, без да посмеят да влязат вътре, опитният бивш полицай се качва през тавана на покрива, взема няколко керемиди, доближава внимателно до стрехата и ги стоварва върху главата на милиционера. Скача и хуква към реката. Започват да стрелят, но гората е близо и той изчезва в нея. Властите разбират, че горянинът е опитен и смел.
```

```
    
Започват издевателства над разкрити ятаци. Първите провали стават още през пролетта в селата Овчеполци и Драгомир, от където много ятаци са пратени по лагери и затвори. Вторият провал става в Старосел от издайници от село Любен. Двама от същото село, които събирали храни и пари за четата, решили да си присвоят част от тях. Когато им се определя среща да дадат обяснение, те издават на властта къде горе-долу може да се укриват нелегалните. Многобройна милиция от разни посоки: 
Панагюрище
, 
Стрелча
,
Карлово
, 
Пловдив
 се насочва към връх Богдан над Старосел. Блокира обширен периметър около лагера на четата, заемайки по-високите места, тогава Горан се обръща към другарите си: -"Братя, дойде часът всеки от нас да покаже как се мре за Родината!"

   
Четниците заедно с Горан и зам. командирът Стоян Дребчев от 
 Г.Конаре
 с нелегалното име „Заро“ се хвърлят в атака, разбиват милиционерския кордон и се пръсват в различни посоки. Едни от тях са убити, други заловени. Горан, Заро и Славчо Бонев „Вихър“ от Пловдив се спасяват.

   
По-късно Заро, приютен в къща в 
Пазарджик
, е предаден и в ожесточена престрелка с милицията е убит.
```

```
   
Чичо ми Иван, заедно със Славчо Бонев след 20 дневно скитане, гладни и изморени от преживяното, се озовават в 
Дюлевското землище
. Срещат овчаря Петър Марков, познат на чичо, който ги осведомява, че не само Дюлево, но и околните села се охраняват денонощно от доброволни партийни отряди.

   
Славчо се отправя към по-далечното село Драгомир да търси подслон и храна, а чичо остава в землището на родното си село, като си уговорили явка след определени дни да се съберат и да минат през границата.

   
Наближавайки село Драгомир, Славчо среща човек, който го уверява, че е сигурен и ще го свържи с приятеля му от войниклъка. Оказва се предател. Нелегалният е обкръжен и заловен, после осъден и изпратен в концлагер.

   
От доверени хора разбрахме, къде се укрива чичо ми. Всеки член на нашето семейство трябваше всяка сутрин в 8 часа да отиде в общината и да заяви, къде ще работи или за къде ще пътува. Това продължи до края на м. октомври.
```

```
   
На усойната, стръмна гориста местност, където се намираше никому неизвестната землянка, където се укриваше чичо ми, имаше частни кории дървета, които бяха продадени на хора от недалечното село Овчеполци.

   
Започна сеч на частната кория. Вечер дърварите палят огън. В проблясъците на огъня, който осветлява лицата на хората, чичо ми разпознава човек от същото село Овчеполци, където става първия провал и е един от неразкритите ятаци. Всъщност това е Стоян Атанасов Ботев – информатор „Христо“ на ДС-Пазарджик, виновник, може би и за първия провал.

   
Стоян е изпратен от дърварите да налее вода за вечеря от извора. Чичо ми го проследява и влиза в разговор с него. Няколко дена Стоян контактува с чичо, носи му храна. Ние не знаехме това. Чичо му възлага задача да провери неговият верен другар, водил престрелка с милицията в Пазарджик, жив ли е и ако е оцелял да се съберат и да минат границата. Баща ми беше уредил канал в Пловдив, по който пращаха хора в чужбина.

   
До заминаването му оставаха три дни. Стоян уведомява ДС.
```

```
   
През нощта срещу 31 октомври милицията от Панагюрище, Пазарджик и Пловдив е направила два кордона на далечно разстояние: един с голям периметър, вътре в него – втори и трети, който се движи след предателя. На предателя е наредено да го обезоръжи или да го убие. Пристига около 17 часа на уговореното място и дава паролата. Чичо ми се бръсне в землянката. От наблюдателния отвор вижда, че е сам и излиза. Въвежда го в землянката, като му обяснява, че оставя за другаря си оръжие, бинокъл и компас. Чичо се извинява пред госта и продължава бръсненето. Агентът вади заредения пистолет и освобождава спусък, отправя шест изстрела в слепоочието му и го убива.
 
Това става на 31 октомври 1948 г. около 17:30 часа.

    
Същият ден аз си бях у дома. Бях изключен от гимназията. Около 16 часа забелязах 6 – 7 джипа, които спряха пред кметството. Беше неделя. С такива коли разполагаха само военните и милицията. Хората, които влязоха в общината се забавиха не повече от 10 минути. Излязоха, качиха се в колите и целият автомобилен ешелон потегли по шосето за Стрелча. При подобни съмнителни случаи ние уведомявахме чичо Иван да смени мястото на пребиваването си.

   
Тръгнах към гората. Озовах се на пътеката, под която долу на 15 – 20 метра в дерето се намираше изворът, където правехме явките. Изведнъж чух шест изстрела от пистолет. Замръзнах на място. След това проечаха три изстрела от пушка на различни интервали – даваше се знак за нещо. Сигурно с движението си съм предизвикал шум. От шубрака изскочи униформен капитан от милицията с насочен срещу мен автомат и ми заповяда: -Горе ръцете! След него наизскачаха още десетина цивилни и униформени милиционери и ме поведоха към извора, където на малка полянка лежеше по гръб, целият в кърви моят чичо, снажният и неустрашим войскар. На двата бряга на дерето и в кръг – те. Никога не бях виждал толкова много хора и то въоръжени. Когато ме заведоха на мястото на убийството, някой ме беше разпознал и казал на някакъв началник кой съм, защото, когато започнаха да ме разпитват ме нарекоха на име и фамилия. Този, който ме е издал не се появи, за да го видя кой е. Вещите на убития ми чичо бяха изнесени от скривалището, опаковани в денг, увит в две вълнени одеяла, който на тръгване сложиха на гърба ми. Носех го до шосето за Пловдив, където чакаха коли и джипки. Вечерта към 20 часа пристигнахме в ДС в Пловдив. Същия ден арестували баща ми и големия му брат Пенчо. Те не знаели за убийството.
```

```
    
Мястото до скривалището е непроходимо. Агентите връзват трупа на убития за краката на един кон и го свалят долу на пътя, където чака каруца. Захвърлят го пред общината за зрелище на възрастни и деца и за сплашване. Три дена го държаха там само по риза и долно бельо. Бяха му взели дрехите и обувките. Племенникът на Пенчо е убит като шумкар при акция в Старосел.

    
Комунистите си направиха банкет по случай убийството на горянина. Докато четата действаше, те не смееха да образуват ТКЗС.

    
През 1949 г. започнаха насилствената масова колективизация.
[
6
]
```

## Почести
На 15 декември 2016 година, президентът на България Росен Плевнелиев удостоява на основание чл. 98, т. 8 от Конституцията на Република България, посмъртно Иван Тосев с орден „За гражданска заслуга“ I степен „за неговите изключително големи заслуги и усилия за укрепване на гражданското общество, за защита на човешките права и свободи и за съпротивата му срещу тоталитарния режим“.

#### Цитирани източници
- Любенова, Надежда. В съда влизат убитите. 1.   Макрос, 2020. ISBN 9789549080698. с. 27 – 36.

- Любенова, Надежда. По следите на терора. 1.   Макрос, 2017. ISBN 9789545614309. с. 49 – 52.

- Любенова, Надежда. Голямо Конаре Найден Герово и Правище 1944 – 1989. 1.   Макрос, 2018. ISBN 9789545614613. с. 41 – 49.
- Архивите говорят. Документи за горянското движение. Н. Ранева, Е. БургачеваАрхив на оригинала от 2016-04-25 в Wayback Machine.